# T4K
T4K（タク）は、日本のボーカリスト、作詞家、作曲家、編曲家、音楽プロデューサー、トラックメイカー。東京都町田市出身。
主にアニメソングやアイドル楽曲をはじめ、声優・VTuberなど多様なアーティストへ楽曲を提供している。

## 来歴
高校在学中にスカウトされ、ファンキー末吉がプロデュースによる激鉄オムニバスに参加。シャウトボーカルとしてバンド活動を行っていたが、バンド解散を機に本格的に作曲活動へ転身する。  
2021年頃よりアニメやゲーム作品への楽曲提供を始め、幅広いジャンルに対応できるアレンジ力を武器に活動の場を拡大している。

## 人物・音楽性
- 疾走感のあるエレキギター、重厚なベースライン、シンセを取り入れた打ち込みビートを組み合わせるスタイルが特徴[1]。
- アイドル向けのポップな楽曲からヘヴィなロックアレンジ、さらにアニメ劇伴や音楽ゲーム楽曲など、多ジャンルに対応。
- 自らも作詞・歌唱を行うことがあり、GITADORAシリーズではボーカル参加や作詞を担当している。

## 提供作品

### アーティストへの提供
- アキシブproject
  - 常夏トロピケーション (作詞・作曲・編曲・ギター・ベース)
- 朝ノ瑠璃
  - モブキャラ脱出宣言！ (作詞・作曲・編曲・ギター)
- AVAM
  - やる気あるなら今すぐDo it! (作詞・作曲・編曲・ギター・ベース)

- アップアップガールズ（仮）
  - 立ち上がループ (作曲・編曲)
  - パリガッ (作曲・編曲・ギター)
  - プールサイドモンスター 〜情熱編〜 (編曲・ギター)
  - プールサイドモンスター 〜常夏編〜 (編曲・ギター)
  - Persist to Live (編曲)

- アップアップガールズ (プロレス)
  - バロバロ~It's a Battle!~ (作曲・編曲・ギター・ベース)

- IZAM
  - 水玉サーフライダー (編曲)
  - 12月24日 (編曲)

- SKE48
  - 瞳の中にアップル (編曲・ギター)
  - プレシャス (作曲・編曲)

- NMB48
  - 繋ぎ歌 ～世界の国からこんにちは～ (作曲・編曲・ギター)

- 北園涼
  - Buring Tinder (作曲・編曲・ギター・ベース)
  - Limited time (作曲・編曲・ギター・ベース)
  - sad day (作曲・編曲・ギター・ベース)

- 牧島輝
  - Origin Seeker (作曲・編曲)

- 鬼頭明里
  - 夢の糸 (From Fate) (作詞・作曲・編曲・ギター) ※作詞・作曲は凛々咲と共作[2]。

- こばしり。× konoco
  - 華奢なリップ feat.ちゃんみな (編曲・ギター)

- 柑橘クーベルチュール
  - 星空シューティングスター (作詞・作曲・編曲・REC・MIX)
  - シャララララ・ラ・ランデブー (作詞・作曲・編曲・REC・MIX)
  - 君待ちプロローグ - レモンver (作詞・作曲・編曲・REC・MIX)
  - 君待ちプロローグ - ライムver (作詞・作曲・編曲・REC・MIX)
  - By your side,By my side (作詞・作曲・編曲・REC・MIX)
  - ヒカリ・サイリウム・キュン・エモーション (作詞・作曲・編曲・REC・MIX)

- KONISHIKI
  - 男と女のラブゲーム (編曲)
  - 3年目の浮気 (ギター)
  - 美女と野獣（Eng Ver) (ギター)

- konoco
  - 夢のまた夢 (編曲)

- サクヤコノハナ
  - Convenience Girls (作詞・作曲・編曲・ギター・ベース)
- SumNaiL
  - 宵夏ランデヴー (作詞・作曲・編曲)

- Sweet Alley
  - 乙女綺想曲 (作詞・作曲・編曲)

- Scapegoat
  - Absolute (作詞・作曲・編曲)
  - イツワリノプリンセス (編曲)
  - 盲目ラブガネーゼ (作曲・編曲)

- ▷せーぶぽいんと
  - 弱くてもにゅーげーむ！〇×△□ (作詞・作曲・編曲・ギター・ベース)

- 太陽と踊れ月夜に唄え
  - ワンライフ・カーニバル (作曲・編曲・ギター・ベース)

- Temari
  - Chionablepsia (作詞・作曲・編曲・ギター・ベース)
  - Inorganic BaBe (作詞・作曲・編曲)

- KnightA-騎士A-
  - Summer Night (作詞・作曲・編曲)

- ニュイ・ソシエール
  - 何度でも(ギター)

- のーうえざー
  - 週末ラビュー (編曲・ギター・ベース)
  - chuck (編曲・ギター・ベース)
  - サクラソウ (編曲・ギター)

- ピコ(赤ピコ)
  - 生きててよかった! (作曲・編曲・ギター・ベース)

- PureGi
  - PureLove (作詞・作曲・編曲)
  - ハチハチナナ (作詞・作曲・編曲)

- 結音
  - YUION_Drive (作詞・作曲・編曲・ギター・ベース)

- YuNi
  - more Allegro more Repeat (作詞・作曲・編曲・ギター・ベース)
  - Hacking to the Gate (カバー編曲)
  - ヴィラン (編曲・ギター)
  - はいよろこんで (編曲・ギター)
  - インフェルノ (カバー編曲・ギター)
  - 高嶺の花子さん (カバー編曲・ギター)
  - チャイナアドバイス (カバー編曲・ギター)
  - 瞬間センチメンタル (カバー編曲・ギター)

- 夢喰NEON
  - Shining Star (作曲・編曲)
- 百合ヶ丘ロマンス女学院
  - リリィ・マインド (編曲・ギター・MIX)

- MATANAGOYA
  - あのね (編曲)
- MEMESIA
  - Lapis Drop (作詞・作曲・編曲・ギター・ベース)
- ラムネ商店街
  - Enjoy Go Round!! (作詞・作曲・編曲・ギター・ベース)
- RealRomantic
  - ROMANTIC SEVEN (作曲・編曲)

- 緑仙
  - 空も飛べるはず (編曲・ギター)
  - おしゃかしゃま (ギター)
  - ブルーバード (ギター)

- 緑仙 & 松本吉弘
  - 燃えろ！雀荘牌舞台！ (作詞・作曲・編曲・ギター・ベース)

- LinQ
  - 毎日どこかでFestival!! (作詞・作曲・編曲・ギター)

- 不破湊
  - 浮世CROSSING (編曲・ギター・ベース)

- ふりーWiFi
  - 電波良好びびびびび (編曲・ギター)

### アニメ・ゲーム関連
アイドルランドプリパラ
- DARK NIGHTMARE（河合健太郎 & 鵜澤正太郎）
  - ambitious life!! (編曲)

アイドルマスター SideM
- S.E.M (伊東健人 & 榎木淳弥 & 中島ヨシキ)
  - Dear My Light, (編曲・ギター・ベース)

アイドリッシュセブン
- 亥清悠（広瀬裕也） & 御堂虎於（近藤 隆）
  - 蒼く (作曲・編曲・ギター・ベース)

ウマ娘 プリティーダービー
- ドゥラメンテ（秋奈）
  - EXCEED (作詞・作曲・編曲・ギター)

カードファイト!! ヴァンガード will+Dress
- Future will come (ギター)

少女☆歌劇 レヴュースタァライト
- スタァライト九九組
  - 窓辺のハイライト (ギター)

ラブライブ!サンシャイン!!
- 渡辺曜（斉藤朱夏）
  - 海空のオーロラ (作曲・編曲・ギター・ベース)
- 幻日のヨハネ -SUNSHINE in the MIRROR-
  - キミノタメボクノタメ (ギター)

ラブライブ!虹ヶ咲学園スクールアイドル同好会
- 虹ヶ咲学園スクールアイドル同好会
  - Level Opps! Adventures (作詞・作曲・編曲・ギター・ベース)
  - KAGAYAKI Don't forget! (作曲・編曲・ギター・ベース)
- 宮下愛（村上奈津美）
  - Diabolic mulier (作詞・作曲)

宇崎ちゃんは遊びたい!
- 2期劇伴 (ギター)

GuitarFreaks & drummania
- BEMANI Sound Team "劇団レコード" feat.T4K
  - Psychology of Temptation (歌唱・作詞)

pop'n music
- BEMANI Sound Team "劇団レコード" feat.T4K
  - Redemption Tears (歌唱・作詞)
- T4K feat.ういにゃす
  - The Die is cast. (作詞・作曲・編曲・ギター)

女子力高めな獅子原くん
- OKASHIMO
  - せめて青く (作曲・編曲・ギター・ベース)

## リミックス

### アニメ・ゲーム
電音部
- Misty Love (Prod. ハレトキドキ) [ T4K Remix ]

## 参加作品

### アーティスト
- 亜咲花
  - Peace Will Shine (ギター)

- 小笠原仁
  - Only one Thing (ギター)
- 学文路トキ 
  - The Heart Tree (カバー編曲・ギター・ベース)

- KONISHIKI
  - 3年目の浮気 (ギター)
  - 美女と野獣（Eng Ver) (ギター)

- ジョー・力一 / 花畑 チャイカ
  - 君がいるだけで (ギター)

- 青春高校3年C組（アイドル部女子アイドル部）
  - 青春のスピード (ギター)

- 藤川 千愛
  - KICK BACK (カバー編曲・ギター)

- Teen's Heaven
  - Funky Dance (ギター)

- Tacitly
  - 愛言葉Ⅳ (カバー編曲・ギター)
  - ヴィラン (カバー編曲・ギター)
- 月が綺麗じゃなくたって。
  - ブルーアンビエンス (カバー編曲)

- ときちゃん
  - ラビットホール (カバー編曲・ギター)
- 十味
  - Crow Song (カバー編曲・ギター・ベース)

- 土岐 隼一
  - ODDTAXI (ギター)
  - Cry Baby (カバー編曲・ギター)
  - 死んだ！ - from CrosSing - (カバー編曲)

- mai mai
  - ずっとずっとずっと (ギター)

- MORE*
  - Hello Again. (MORE*Ver) (ギター)
  - 『マーメイドはキミに…』 (ギター)
  - キラッとヒロイン☆ (ギター)

- Hi!Superb
  - MOTETAIZM (ギター)

- 長谷川 育美
  - Don't say "lazy" (カバー編曲・ギター・ベース)

- ハジ→
  - Why。〜僕らはまた人を好きになる〜 (ギター)
  - 神メン。 (ギター)
  - My LOVE。 (ギター)
  - シュワシュワ。 (ギター)

- Palette Parade
  - Brand New, Brand New Days!! (ギター)

- 莉犬
  - Now or Never (ギター)

- 直感アルゴリズム
  - スキキライ (カバー編曲・ギター・ベース)
  - Long shot (ギター)

- ウォーターチャレンジ
  - Neverending Challenge (ギター)
  - Challenge Changer (歌唱・ギター)

- 有閑喫茶あにまーれ
  - コネクト (ギター)
  - アニマル (カバー編曲・ギター)
  - Don't say "lazy" (ギター)

- RaNa
  - 愛を伝えたいだとか (カバー編曲・ギター)

- Lamb’s ear
  - Dream Tune (ギター)

- 蓮兎
  - CRY BABY (カバー編曲・ギター)

- 宗谷いちか
  - 死ぬとき死ねばいい(カバー編曲・ギター)
  - 夜のピエロ(カバー編曲・ギター)

- HIMEHINA
  - 心という名の不可解 (カバー編曲・ギター)
  - 廻廻奇譚 (カバー編曲・ギター)
  - アイデンティティー (カバー編曲)
  - 酔いどれ知らず (カバー編曲・ギター)
  - デビルじゃないもん (カバー編曲・ギター)
  - 偽物人間40号 (カバー編曲)
  - エゴロック (カバー編曲・ギター)
  - ノンブレス・オブリージュ (HIMEHINA ver.) (カバー編曲)
  - マトリョシカ feat.ラプラス・ダークネス (カバー編曲)

- VEE
  - Golden Rays (ギター)

- 風見くく
  - ザ・ライブ革命でSHOW (カバー編曲・ギター)

### アニメ・ゲーム
カードファイト!! ヴァンガード will+Dress
- Future will come (ギター)

キラッとプリ☆チャン
- 青葉りんか（厚木那奈美）
  - 夢色エナジー (ギター)

ファントム オブ キル
- レーヴァテイン（ゆかな）
  - 冷たい時間 (Black Killers ver.) (ギター)

マガツノート
- 秀吉 (小笠原仁)
  - 猿 (ギター)
- 光秀 (岡本信彦)
  - 絶望の丘 (カバー編曲・ギター)
- 蘭丸 (土岐隼一)
  - 未完成サファイア (カバー編曲・ギター)
- 清正 (仲村宗吾)
  - INCOMPLETE (カバー編曲・ギター)
- 佐助 (小野将夢)
  - 我侭行進曲 (カバー編曲・ギター)
  - メリーゴーランド：ドンラーゴーリメ (編曲・ギター)
- 戦CD『荒魂大祭』feat.益荒鬼-MASRAO-
  - 漢の宴【CHARACTER ver.】 (ギター・コーラス)
- 戦CD『荒魂大祭』feat.屠所之羊
  - 遺書擬き【CHARACTER ver.】 (ギター・コーラス)
- 戦CD『荒魂大祭』feat.逆鱗
  - 追憶の果てに眠れ【CHARACTER ver.】 (ギター・コーラス)
- 戦CD『荒魂大祭』feat.化楽²
  - おねだり！ろまんちっく【CHARACTER ver.】 (ギター・コーラス)
- 化楽²
  - 降臨祭 (ギター)

## 楽曲プロデュース
Bremen
- Awake

蓮実えれな
- 『Paint a narrative』
  - Paint a narrative (MIX)
  - 彩花 (編曲・MIX)
  - 終末のテスタメント (編曲・MIX)
- 『CFD.』
  - CFD. (作曲・編曲・MIX)
  - Re:イノセントワールドラブ (編曲・MIX)
  - 輪廻呪歌 (ギター・MIX)
- 『RED EYEZ』
  - RED EYEZ (作曲・編曲・MIX)
  - Cross the frontier (MIX)
  - 塵と成れ -Reloaded- (編曲・MIX)
- 『Faith in Eos』
  - Faith in Eos (作曲・編曲・MIX)
  - CFD. (作曲・編曲・MIX)
  - GREED (作詞・作曲・編曲・MIX)
- 『Nobody can KILL me』
  - Xanadu (MIX)
  - 未完の拙作は醜い黒を湛えていた (MIX)
  - Cling to Life (MIX)
  - Dualistic Stars feat.Sennzai (MIX)
  - Night Train (編曲・MIX)
  - Paradox(T4K Remix) (Remix)
- 輪廻呪歌 (ギター)
- アウトロウモンスタ (ギター)
- Re:イノセントワールドラブ (編曲・MIX)
- TYRFINGR (Special thanks)
- OPUS (作曲・編曲・MIX)
- OPUS (Metal:boost) (作曲・編曲・MIX)

T4K feat. 蓮実えれな with 僕松田
- ガチバズ∞ファイヤ！